# 1896
1896 (MDCCCXCVI) fue un año bisiesto comenzado en miércoles según el calendario gregoriano.

## Acontecimientos

### Enero
- 4 de enero: Utah se convierte en el 45.º estado de los Estados Unidos.
- 21 de enero: En Banfield nace el Club Atlético Banfield. Originalmente para competir en Cricket. Desde 1897 a la actualidad, uno de los más prestigiosos clubes de Fútbol de la Primera División de Argentina.

### Febrero
- 24 de febrero o 1 de marzo: en Francia, el físico Henri Becquerel anuncia el descubrimiento de una radiación emitida por el uranio.
- 25 de febrero: Paul de Smet de Naeyer se convierte en primer ministro de Bélgica.

### Marzo
- 1 de marzo: las tropas etíopes de Menelik II aplastan al ejército colonial italiano en la batalla de Adua, lo que marcó el fin del imperialismo italiano en África.
- 4 de marzo: Martinus Theunis Steyn se convierte en presidente del Estado Libre de Orange.
- 5 de marzo: en Barcelona sale a la venta el primer número del diario Las Noticias, fundado por Rafael Roldós.
- 9 de marzo: Respondiendo a la indignación nacional a la derrota en Adua en Abisinia, dimite el primer ministro italiano Francesco Crispi. Posteriormente, se reconocería a Abisinia (Etiopía) como un Estado independiente.
- 31 de marzo: Tirésias Simon-Sam se convierte en presidente de Haití.

### Abril
- 6 a 15 de abril: en Atenas se realizan los primeros Juegos Olímpicos de la era moderna.
- 7 de abril a 27 de agosto: La expedición ártica de Nansen a bordo del Fram alcanza los 86°13.6'N, superando el récord establecido y regresando a Noruega el 9 de septiembre como héroes nacionales.
- 14 de abril: en Pinar del Río (Cuba) ―en el marco de la guerra de independencia cubana― comienza el combate de Loma de Tapia entre las tropas de Antonio Maceo (1845-1896) contra varias columnas españolas bajo las órdenes del general Julián Suárez Inclán (1849-1909) y enviados por el gobernador español Valeriano Weyler.
- 30 de abril: en Pinar del Río (Cuba), las fuerzas del general Antonio Maceo vencen al ejército español dirigido por el general Julián Suárez Inclán en la combate de Cacarajícara.

### Mayo
- 1 de mayo: en la ciudad de Rey (Irán), Mirza Reza Kermaní asesina al monarca Naseredín Sha Kayar. Lo sucede su hijo, Mozaffareddín Shah Qayar.
- 15 de mayo: en España se realiza la primera proyección cinematográfica de ese país.

### Junio
- 15 de junio: en alta mar, frente a las costas de Iwate, Japón, se registra un terremoto de 8,5. El tsunami resultante golpea la costa en la localidad de Sanriku, alcanzando los 38 metros de altura, la altura más alta registrada en Japón hasta el terremoto de 2011. En la localidad mueren 22.000 personas y unas 9.000 casas quedan destruidas.

### Agosto
- 19 de agosto:en Bolivia asume la presidencia Severo Fernández Alonso por el Partido Conservador.
- 26 de agosto: en Filipinas estalla la rebelión del Katipunan contra los invasores españoles.
- 27 de agosto: en Zanzíbar, los barcos de la Armada Real británica destruyen a cañonazos el palacio Beit al Hukum en 38 minutos, los soldados invaden el país y lo convierten en colonia británica. Se considera la guerra más corta de la Historia.
- 31 de agosto: en las prefecturas de Akita e Iwate se registra un fuerte terremoto de 7,2 que deja más de 200 muertos y 700 heridos.

### Septiembre
- 27 de septiembre (día de san Damián): en los bosques de Sandoá (en el oriente de Paraguay), colonos paraguayos matan a tiros y machetazos a una familia de la etnia aché, y secuestran a una niña sobreviviente, Krÿguí (de tres años) ―a la que bautizan Damiana―. Los antropólogos Hernan F. C. Ten Kate (de Países Bajos) y Charles de la Hitte (Francia) se la compran para estudiar el «eslabón perdido» entre los monos y los seres humanos.[1]

### Octubre
- 5 de octubre: en Guayaquil se inicia el Gran Incendio de Guayaquil, también conocido como Incendio Grande. El fuego se inició en la noche del 5 de octubre y se extendió hasta la tarde del 8 de octubre de 1896. El fuego destruyó aproximadamente la mitad de la ciudad, desde el sector de la Gobernación hasta el inicio del Barrio Las Peñas (Guayaquil).

### Noviembre
- 3 de noviembre: Elecciones presidenciales de Estados Unidos de 1896. El presidente demócrata Grover Cleveland pierde las primarias de su partido para reelección. William Jennings Bryan es el candidato del Partido Demócrata y es vencido por el republicano William McKinley por un margen de 241 votos electorales frente a 206.
- 8 de noviembre: Wilhelm Conrad Roentgen descubre un tipo de radiación electromagnética conocida como rayos X.

## Arte y literatura
- Paul Cezanne: Jugadores de cartas.
- Auguste Rodin: La mano de Dios.
- Arturo Michelena: Miranda en La Carraca.
- H. G. Wells: La isla del doctor Moreau.
- Rubén Darío: Prosas profanas.
- Joaquín Sorolla: Cosiendo la vela

## Música
- Francisco Tárrega: Recuerdos de la Alhambra.
- Giacomo Puccini: La Bohème.
- Aleksandr Skriabin: Concierto para piano en fa sostenido menor, op. 20.

### Diciembre
- 1 de diciembre: en México, el general Porfirio Díaz ocupa la presidencia por sexta vez para el mandato presidencial 1896-1900.

## Ciencia y tecnología
- Henri Poincaré: Cálculo de probabilidades.
- 1 de marzo: en Francia, el físico Henri Becquerel descubre una propiedad nueva de la materia: la radiactividad.
- Wilhelm Wundt: Compendio de psicología.
- Jacques Hadamard y Charles-Jean de la Vallée Poussin demuestran el Teorema de los números primos.

## Deportes

### Juegos Olímpicos
- 6 a 15 de abril: en Atenas (Grecia) tienen lugar los I Juegos Olímpicos de la era moderna.
  - La selección olímpica de Estados Unidos se alza en el medallero.

### Ciclismo
- 19 de abril: en Francia se celebra la primera edición de la carrera ciclista París-Roubaix.

### Fútbol
- 21 de enero: en Banfield (Argentina) se funda el Club Atlético Banfield.
- 3 de marzo: se funda el FC Lyn Oslo.
- 12 de abril: en la ciudad de Hannover (Alemania) se funda el Hannover 96.
- 26 de mayo: en la ciudad de Oruro (Bolivia) se funda el Oruro Royal Club, el club de fútbol más antiguo de ese país.
- 1 de agosto: en la ciudad de Zúrich (Suiza) se funda el FC Zürich.
- 30 de noviembre: en la ciudad de Údine (Italia) se funda el club de fútbol Udinese Calcio.
- 13 de diciembre: en la Ciudad de México nace el primer futbolista que jugó un mundial organizado por la FIFA, Rafael Garza. También él fundo el equipo mexicano Club América.
- 22 de diciembre: en la ciudad de Lima (Perú) se funda el Club Ciclista Lima Association, que es el cuarto club de fútbol más antiguo de ese país.

### Golf
- Abierto de Estados Unidos:  James Foulis.
- Abierto Británico de Golf:  THarry Vardon.

### Tenis
- Abierto de Estados Unidos:
  - Ganadora individual: Elisabeth Moore .
  - Ganador individual: Robert Wrenn .

- Campeonato de Wimbledon:
  - Ganadora individual: Charlotte Cooper .
  - Ganador individual: Harold Mahony .

- Campeonato de Francia:
  - Ganador individual: André Vacherot por .

## Nacimientos

### Enero
- 2 de enero: Dziga Vertov, cineasta ruso (f. 1954).
- 4 de enero: André Masson, pintor francés (f. 1987).
- 8 de enero: 
  - Manuel Rojas, escritor argentino-chileno (f. 1973).
  - Luciano Kulczewski, arquitecto chileno.
- 12 de enero: Borís Skósyrev, aventurero y estafador ruso (f. 1989); entre el 11 y el 20 de julio de 1934 se autoproclamó «rey de Andorra» como Boris I.
- 14 de enero: John Dos Passos, novelista y artista plástico estadounidense (f. 1970).
- 15 de enero: Víctor de la Serna, periodista español (f. 1958).
- 30 de enero: Martín Alvarado, docente y escritor hondureño (f. 1981).

### Febrero
- 1 de febrero: Anastasio Somoza García, político y dictador nicaragüense (f. 1956).
- 2 de febrero: Kazimierz Kuratowski, matemático polaco (f. 1980).

- 15 de febrero: 

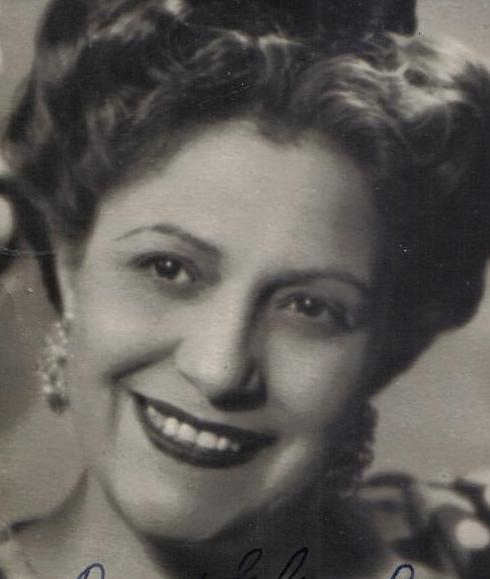
Guadalupe Muñoz Sampedro

  - Celina del Carmen Olea, supercentenaria argentina.[2]
  - Guadalupe Muñoz Sampedro, actriz española (f. 1975).
- 18 de febrero: André Bretón, poeta francés (f. 1966).
- 20 de febrero: Emil Vodder, médico danés (f. 1986).
- 28 de febrero: Philip Showalter Hench, médico estadounidense, premio nobel de medicina en 1950 (f. 1965).

### Marzo
- 26 de marzo: Manuel de Castro, escritor uruguayo (f. 1970).

### Abril
- 8 de abril: Yip Harburg, letrista estadounidense, de la canción Over the rainbow (f. 1981).

### Mayo
- 3 de mayo: Raúl Contreras, poeta, dramaturgo y diplomático salvadoreño (f. 1973).
- 18 de mayo: Brock Chisholm, psiquiatra canadiense, director general de la OMS entre 1948 y 1953 (f. 1971).
- 19 de mayo: Jorge Alessandri, presidente chileno (f. 1986).
- 25 de mayo: Andrea Gutiérrez Cahuana, supercentenaria peruana (f. 2020).
- 30 de mayo: Howard Hawks, productor y cineasta estadounidense (f. 1977).

### Junio
- 6 de junio: Italo Balbo, político italiano (f. 1940).
- 11 de junio: Juan L. Ortiz, escritor y poeta argentino (f. 1978).

### Julio

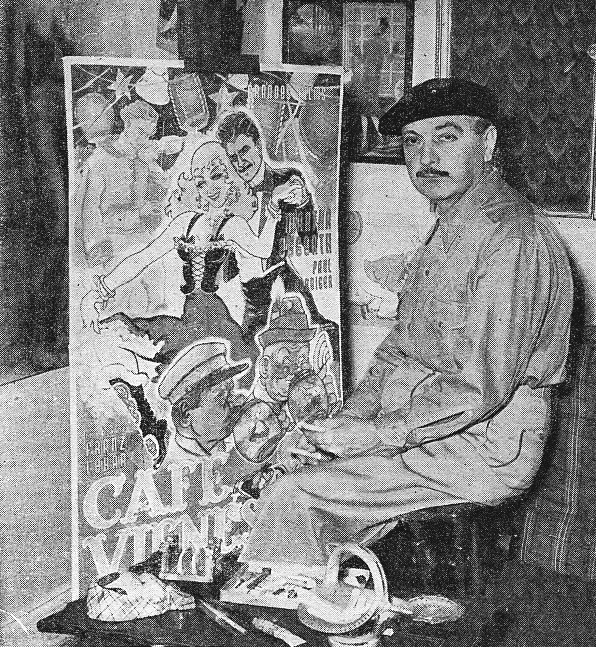
Quirino Cristiani

- 2 de julio: Quirino Cristiani, caricaturista y director de animación argentino (f. 1984).
- 14 de julio: Buenaventura Durruti, revolucionario y sindicalista anarquista español (f. 1936).
- 16 de julio: Trygve Lie, político noruego (f. 1968).
- 19 de julio: A. J. Cronin, novelista británico (f. 1981).
- 19 de julio: Juano Hernández, actor puertorriqueño (f. 1970).
- 20 de julio: Eunice Sanborn, supercentenaria estadounidense (f. 2011).
- 28 de julio: Barbara La Marr, actriz, artista de cabaret y guionista estadounidense (f. 1926).

### Agosto
- 9 de agosto: Jean Piaget, psicólogo suizo (f. 1980).
- 10 de agosto: Walter Lang, cineasta estadounidense (f. 1972).
- 12 de agosto: Lino Enea Spilimbergo, artista argentino (f. 1964).

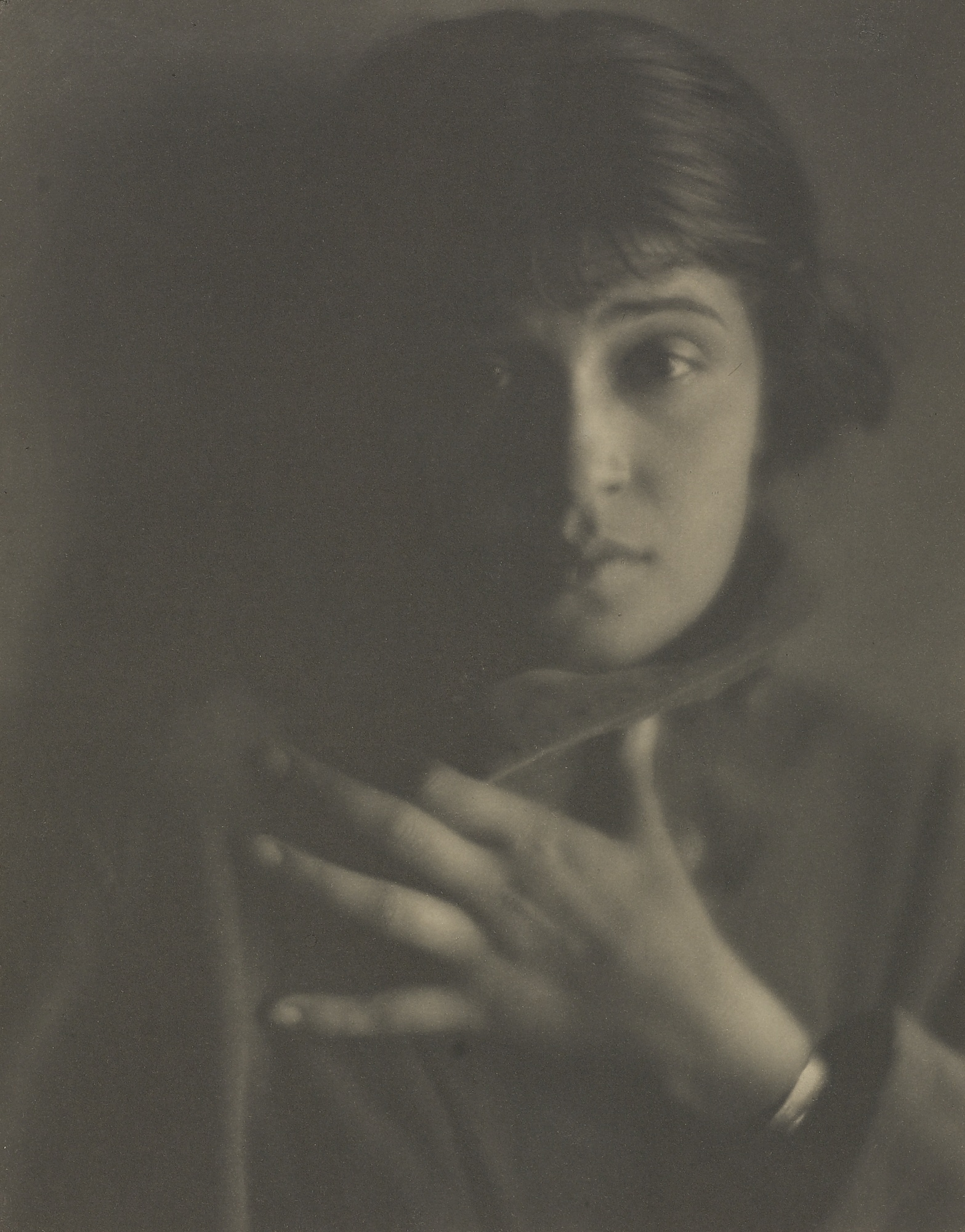
Tina Modotti

- 17 de agosto: Tina Modotti, fotógrafa italiana, activista y luchadora social en México. (f. 1942).
- 26 de agosto: Besse Cooper, supercentenaria estadounidense (f. 2012).

### Septiembre
- 1 de septiembre: Bhaktivedanta Swami, religioso indio hinduista, fundador de los hare krishna (f. 1977).
- 4 de septiembre: Antonin Artaud, poeta y dramaturgo francés (f. 1948).
- 24 de septiembre: F. Scott Fitzgerald, escritor estadounidense (f. 1940).

- 25 de septiembre: 

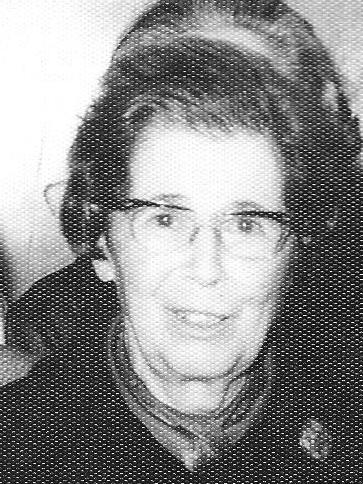
Irene Bernasconi

  - Irene Bernasconi, bióloga marina argentina (f. 1989).
  - Sandro Pertini, político y presidente italiano (f. 1990).

### Octubre
- 3 de octubre: Gerardo Diego, poeta español (f. 1987).
- 7 de octubre: Paulino Alcántara, futbolista español (f. 1964).
- 11 de octubre: Roman Jakobson, lingüista, fonólogo y teórico de la literatura ruso (f. 1982).
- 12 de octubre: Eugenio Montale, poeta italiano, premio nobel de literatura en 1975 (f. 1981).
- 15 de octubre: Célestin Freinet, pedagogo francés (f. 1966).
- 17 de octubre: Román Románov, príncipe ruso.
- 18 de octubre: Frederick Hollander, compositor alemán (f. 1976).
- 30 de octubre: 
  - Kostas Karyotakis, poeta griego (f. 1928).
  - Pablo Zelaya Sierra, pintor hondureño (f. 1933).
- 31 de octubre: el Petiso Orejudo (Cayetano Santos Godino), niño argentino asesino en serie (f. 1944).

### Noviembre
- 17 de noviembre: Lev Vygotski, psicólogo soviético-bielorruso (f. 1934).

### Diciembre
- 1 de diciembre: Gueorgui Zhúkov, militar soviético (f. 1974).
- 14 de diciembre: James H. Doolittle, militar estadounidense (f. 1993).
- 23 de diciembre: Giuseppe Tomasi di Lampedusa, escritor italiano (f. 1957).
- 29 de diciembre: David Alfaro Siqueiros, pintor mexicano (f. 1974).

## Fallecimientos

### Enero
- 8 de enero: Paul Verlaine, poeta simbolista francés (n. 1844).
- 20 de enero: Enrique de Battenberg (n. 1858).
- 25 de enero: Vicente Palmaroli González pintor español dedicado al género histórico (n. 1834).
- 27 de enero: Enrique de Ossó y Cervelló, sacerdote y santo español (n. 1840).

### Marzo
- 22 de marzo: Isabel Burton, escritora y traductora británica (n.1831).
- 26 de marzo: Rafaela Rimbau, actriz española (n. 1819).

### Mayo
- 1 de mayo: Nasereddín Sah Kayar, rey de persia (n. 1831).
- 20 de mayo: Clara Wieck, compositora y pianista alemana (n. 1819).
- 23 de mayo: José Asunción Silva, poeta colombiano (n. 1865).

### Julio
- 1 de julio: Leandro N. Alem, político argentino (n. 1842).
- 13 de julio: Friedrich Kekulé, químico alemán (n. 1829).
- 16 de julio: Edmond de Goncourt, escritor francés (n. 1822).

### Agosto
- 10 de agosto: Otto Lilienthal, ingeniero aeronáutico alemán (n. 1848).
- 10 de agosto: Mirza Reza Kermani, revolucionario iraní (n. 1854).

### Septiembre
- 16 de septiembre: Antônio Carlos Gomes, compositor brasileño (n. 1836).

### Octubre
- 3 de octubre: William Morris, pintor, dibujante y escritor británico (n. 1834).
- 11 de octubre: Anton Bruckner, compositor y organista austriaco (n. 1824).

### Noviembre
- 14 de noviembre: Italo Campanini, tenor italiano (n. 1845).

### Diciembre
- 7 de diciembre: Antonio Maceo Grajales, militar cubano (n. 1845).
- 7 de diciembre: Francisco Gómez Toro, militar cubano (n. 1876).
- 10 de diciembre: Alfred Nobel, inventor sueco (n. 1833).
- 30 de diciembre: José Rizal, médico, escritor y héroe nacional filipino (n. 1861).